# クイズテレビずき!
『クイズテレビずき!』は、1993年1月9日から同年9月25日までTBS系列局（テレビ山口を除く27局）で放送されていたTBS製作のクイズ番組である。ロート製薬の一社提供。放送時間は毎週土曜 19:30 - 20:00 （日本標準時）。

## 概要
1976年1月から1992年12月まで17年間にわたり続いた「クイズダービー」の後継番組である。
もともと当時の特番枠「金曜テレビの星!」で90分の特別番組として4回放送されていた『オールスター㊙️公開 芸能クイズ大作戦』をレギュラー化したもので、どちらも前番組『クイズダービー』の初代プロデューサーを務めていた居作昌果が企画を担当した。
番組は、主にテレビ番組を題材にしたクイズを出題。当初は4組の解答者ペアによるチーム対抗戦形式だったが、途中で4人による個人戦に変更された。スタジオには、ロートの製品「パンシロン」(チーム戦時代)「ロートZi:」(個人戦時代)の看板が掲げられていた。
初期のテーマ曲は、『KO世紀ビースト三獣士』のオリジナルサウンドトラックに収録されている「ラブ・イズ・マケテラネレーションI〜アクション・インストゥルメンタル」からの流用であった。この曲は、同じくTBSで放送の『オールスター感謝祭』のアンケート（「赤坂5丁目ミニマラソン」など）発表時の曲としても使われている。CM明けのサウンドステッカーには、高橋由美子の楽曲「だいすき」のイントロを使用していた。放送第1回には高橋本人がゲスト出演し、「これ、わたしの曲です」と説明していた。また、『剣勇伝説YAIBA』のオープニングテーマでもあるカブキロックスの「勇気があれば」のインストゥルメンタル版が後期のテーマ曲として流用されていた。CM明けのサウンドステッカーには、『YAIBA』と同様のアイキャッチが流されていた。なお、この曲は最終回まで一貫して使われていなかった。
ロートのオープニングキャッチは本番組にもあったが、『三枝の愛ラブ!爆笑クリニック』（関西テレビ）の前半提供と同じく放送期間中の1993年4月にリニューアルされた。エンディングの提供読みは、『クイズダービー』末期や『クイズ!!ひらめきパスワード』（毎日放送）末期のものと同じく固定の女性ナレーターによる「健やかな明日のために、ロート製薬の提供でした。」のアナウンスであった。ただし『クイズダービー』と違い、提供読みの際にBGMは掛からなかった（これは『クイズ!!ひらめきパスワード』でも同様だった）。エンドカードは、ブルーバックに白抜きで『クイズテレビずき! 終』と記されていた。
TBSの土曜19:30枠で26年間、ひいては1960年2月に月曜18:15枠でスタートした『ダイラケ二等兵』（朝日放送）から33年8か月にわたって放送されていたロート製薬の一社提供番組は、本番組の最終回をもって終了した。ロートはその後も後番組である『チャレンジ大魔王』を提供していたが、こちらはP&Gとの二社提供番組であり、ロートのオープニングキャッチが無かった。

## 出演者

### 司会
- 笑福亭鶴瓶[1]
- 渡辺真理（当時TBSアナウンサー）[1] - 前番組『クイズダービー』から引き続き出題を担当。

### 主な解答者
○印のある解答者は、出題者の渡辺真理同様『クイズダービー』にもレギュラー出演していた人物。
- 夏木マリ
- 竹下景子○
- 平松愛理
- 古今亭志ん輔
- 植草克秀○
- 井森美幸○
- 佐藤政道
- 国生さゆり
- 西郷輝彦
- 清水ミチコ
- 細川ふみえ
- 竹内力
- 久本雅美
- 大橋巨泉○
- ガッツ石松○

### その他の出演者
- 小林幸子 - 特番でも行われた「幸っちゃんクイズ」を担当。毎回クレーンに乗って歌いながら登場していた。
- カブキロックス - 本番組のテーマ曲だった『剣勇伝説YAIBA』の主題歌「勇気があれば」を歌った歌手であり、本番組ではテレビ初出演であった。

## スタッフ
- ナレーション：平野義和
- 総合プロデューサー：居作昌果（タイクス）
- 構成：松岡孝、島崎伸一
- 演出：加藤和廣（タイクス）
- 協力：えとせとらレコード、TMC砧スタジオ
- プロデューサー：井上博(パイロット版のみ担当)、斎藤薫(レギュラー版のみ担当)（TBS）
- 制作：タイクス、TBS